# Aardbeving Cuba maart 2010
Op 20 maart 2010 vond er een aardbeving in Cuba plaats met een kracht van 5,6 op de schaal van Richter. Het epicentrum lag in zee, 43 kilometer zuidzuidwest van Guantánamo, op een diepte van 22 kilometer. Er vielen geen doden of gewonden. De schade bleef beperkt tot scheuren in muren in Guantánamo.
De beving werd gevoeld tot in Santiago de Cuba, een stad op 57 kilometer van het epicentrum.